# La Push (Washington)
La Push ist eine kleine, gemeindefreie Siedlung mit etwa 350 Einwohnern im Clallam County im US-Bundesstaat Washington. Sie liegt im Nordwesten der 258 Hektar großen Quileute Indian Reservation und wird von den Mitgliedern des Stamms der Quileute bewohnt.

## Geographie
Der Ort liegt 19 Kilometer westlich von Forks an der Pazifikküste an der Mündung des Quillayute River, dem Zusammenfluss des Sol Duc River und des Bogachiel River. Der Ort ist über die vom U.S. Highway 101 abzweigende La Push Road, der State Road 110 erreichbar. 

Die Landseite des Orts ist vom Regenwald des Olympic-Nationalparks umgeben, nach Norden wird er vom Quillayute River begrenzt, der hier nur per Boot überquert werden kann. Zur nördlich des Flusses gelegenen und zum Nationalpark gehörenden Rialto Beach führt die Mora Road, eine Abzweigung der La Push Road. 

Der Strand von La Push wird First Beach genannt. Die südlich davon bis zum Teahwhit Head reichende Second Beach und die bis Taylor Point reichende Third Beach liegen wieder im Olympic-Nationalpark und gehören zur Olympic Wilderness Coast.
Vor First Beach liegt Akalat oder James Island, eine bis zu 49 Meter hohen Felsinsel.

## Geschichte
La Push ist seit über tausend Jahren Heimat der Quileute. Der Name La Push kommt von französisch la bouche und bedeutet „Mund“, diesen Namen erhielt der Ort von franko-kanadischen Pelzhändlern und beschreibt die Lage der Siedlung an der Flussmündung. Der ursprüngliche Name der Quileute für ihr Dorf war Ziliyut.
Das Indianerreservat Quileute wurde am 22. Februar 1889 gegründet. Die Quileute gaben damit ihre Ansprüche auf über 3000 Quadratkilometer Land auf, behielten aber ihre Jagd- und Fischereirechte. Im selben Jahr zerstörte jedoch ein von einem weißen Siedler gelegtes Feuer alle 26 Häuser des Ortes, als die Bewohner bei der Ernte waren. Mit den traditionellen Häusern wurden auch fast alle Jagdwaffen, Masken und anderen kulturellen Gegenstände der Quileute vernichtet. 1931 errichtete das U.S. Army Corps of Engineers einen Bootshafen an der Mündung des  Quillayute River. Durch den Bau wurde die bisher durch eine Landzunge mit dem Festland verbundene James Island zur Insel. Der Stamm der Quileute gab sich 1936 eine Verfassung, die 1937 vom US-Innenministerium bestätigt wurde. Danach bildet der Stamm eine politische Einheit mit den Vereinigten Staaten, verwaltet sich aber selbst. Der Stammesrat besteht aus fünf für drei Jahre gewählte Mitglieder. Am 17. April 1963 erhielten die Quileute und der benachbarte Stamm der Hoh 112.152,60 US-$ als weitere Entschädigung für ihr 1889 abgetretenes Land. An der Stelle der alten Siedlung befinden sich heute die Stammesverwaltung und ein kleines Museum. Im Juli werden jährlich die Quileute Days, eine Mischung aus traditionellem Stammesfest und modernem Stadtfest gefeiert.

## Wirtschaft und Infrastruktur
Fischfang, Holzwirtschaft und Tourismus bilden heute die Lebensgrundlagen für den Stamm der Quileute. Die Wirtschaftsbetriebe werden vom Stamm betrieben, es gibt keine privaten Unternehmen. Im Ort werden Meeresfrüchte verarbeitet, außerdem gibt es eine Fischzucht. Außerhalb der Reservation bewirtschaftet der Stamm weitere 240 Hektar Land. Der Ort verfügt über eine eigene Schule, die Quileute Tribal School. Die US Coast Guard unterhält eine Station in La Push.

### Tourismus
An der First Beach liegt das Oceanside Resort, das vom Stamm betrieben wird. Die ersten Hütten des Oceanside Resort wurden bereits in den 1930er Jahren errichtet. Heute ist es ein modernes Luxushotel, das als Ziel für Erholungssuchende ohne Fernseher ausgestattet ist.
Im Frühjahr ist der Ort Ziel von Walbeobachtern, im Sommer von Anglern und Wanderern und im Herbst und Winter ein Ziel zur Sturmbeobachtung. Der First Beach ist im Sommer und frühen Herbst ein bekanntes Surfgebiet. Der Ort verfügt über eine Marina.

Als ein Schauplatz der Twilight-Saga wird La Push von vielen Tagestouristen besucht. Für Besucher und Touristen hat der Stamm Verhaltensregeln erlassen, damit sie nicht die Bräuche und Traditionen der Native Americans verletzen.

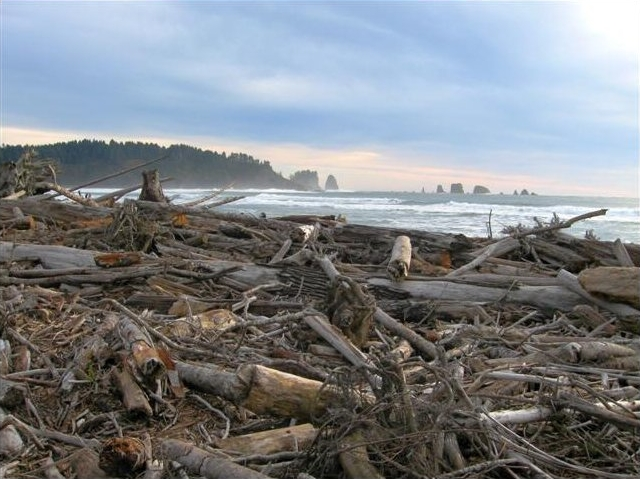
First Beach von La Push

## La Push in der Literatur
In der Twilight-Saga von Stephenie Meyer ist La Push die Heimat von Jacob Black und den Gestaltwandlern. Als Vorlage hierzu benutzte die Autorin Stephenie Meyer die Schöpfungsgeschichte der Quileute, nach der Kwati, der Wandler, zwei Wölfe in Menschen verwandelte, um die Gegend zu besiedeln. Im zweiten Band der Reihe, in Biss zur Mittagsstunde, ist La Push ein Hauptschauplatz.
Das Jugendbuch Indigosommer von Antje Babendererde spielt großteils in La Push.